# Municipio de Carpenter (Indiana)
El municipio de Carpenter (en inglés: Carpenter Township) es un municipio ubicado en el condado de Jasper en el estado estadounidense de Indiana. En el año 2010 tenía una población de 1953 habitantes y una densidad poblacional de 14,4 personas por km².

## Geografía
El municipio de Carpenter se encuentra ubicado en las coordenadas 40°46′26″N 87°11′4″O / 40.77389, -87.18444. Según la Oficina del Censo de los Estados Unidos, el municipio tiene una superficie total de 135.67 km², de la cual 135.42 km² corresponden a tierra firme y (0.18%) 0.25 km² es agua.

## Demografía
Según el censo de 2010, había 1953 personas residiendo en el municipio de Carpenter. La densidad de población era de 14,4 hab./km². De los 1953 habitantes, el municipio de Carpenter estaba compuesto por el 97.29% blancos, el 0.46% eran afroamericanos, el 0.05% eran amerindios, el 0.46% eran asiáticos, el 0.05% eran isleños del Pacífico, el 0.2% eran de otras razas y el 1.48% pertenecían a dos o más razas. Del total de la población el 2.25% eran hispanos o latinos de cualquier raza.